# Philichthys xiphiae
Philichthys xiphiae är en kräftdjursart som beskrevs av Japetus Steenstrup 1862. Philichthys xiphiae ingår i släktet Philichthys och familjen Philichthyidae. Arten är reproducerande i Sverige. Inga underarter finns listade i Catalogue of Life.